# 马列主义联盟 (挪威)
马列主义联盟（挪威語：Marxist-leninistisk forbund，缩写为MLF）是挪威的一个已不存在的霍查主义组织。该组织成立于1980年代初期，由一些离开共产主义工人联盟的青年活动家建立。1980年代中期，该组织解散。1987年，该组织的前成员又建立了马列—革命团体。该组织在政治上亲近阿尔巴尼亚劳动党。